# Red 060
La Red 060 es una iniciativa del Ministerio de Administraciones Públicas (MAP) que permite a los ciudadanos y a las empresas acceder a los servicios públicos de cualquiera de las tres administraciones con las que tienen que relacionarse (Administración General del Estado, autonómica y local). Actualmente, la competencia de la Red 060 pertenece al Ministerio de Política  Territorial y Función Pública.
Pretende facilitar la vida a ciudadanos y empresas, de manera que puedan acceder a los servicios sin necesidad de conocer la estructura interna de todas las administraciones o lugares físicos o virtuales donde se ubican.
En este sentido, el portal de la Red 060 actúa como la referencia en el ámbito público para la atención al ciudadano y concentrador de las relaciones, interacciones y transacciones entre ciudadanos y Administraciones Públicas.
El Consejo de Ministros acordó en su reunión del 15 de julio de 2005 la implantación de una red de oficinas integradas de atención al ciudadano en colaboración con las comunidades autónomas y las entidades que integran la administración local encomendándose al Ministerio de Administraciones Públicas la coordinación de las actuaciones precisas para su puesta en marcha.

## Objetivos de la Red 060
El gran objetivo de la Red 060 es integrar servicios de todas las Administraciones (estatal, regional y local) para mejorar la atención ciudadana:
- Mediante la construcción de un sistema integral de atención al ciudadano, de forma coordinada entre las tres administraciones.
- Que ofrezca múltiples canales y servicios avanzados e interactivos basados en la integración de los procesos administrativos de información y gestión.
- Que fomente la participación del ciudadano mediante herramientas como foros en Internet y la transparencia y accesibilidad de la actividad pública.

## Canales disponibles
- Oficinas locales de atención presencial. De esta red de oficinas ya forman parte más de 1700 ayuntamientos y 13 comunidades autónomas. Actúan como ventanilla única para la presentación de escritos, solicitudes y comunicaciones.
- Teléfono 060 donde se facilita información sobre los servicios ofrecidos por todas las administraciones.
- Portal web www.060.es donde se recopilan todos los servicios electrónicos ofrecidos por todas las administraciones.

## Características de la Red 060
- Proyecto multicanal
- Proyecto multinivel: las relaciones se establecen con los tres niveles de las Administraciones Públicas, registro, información y gestión de trámites.
- Proyecto de cooperación institucional entre los tres niveles de las Administraciones del Estado: Administración General del Estado, las comunidades autónomas y los ayuntamientos, mediante la correspondiente firma de convenios de colaboración.

## Servicios de la Red 060
Los ciudadanos pueden obtener información sobre trámites y servicios o realizar determinadas gestiones. Ejemplos de estos servicios son:
- Pedir cita médica.
- Hacer la declaración de la renta.
- Alquilar una vivienda.
- Pedir cita para renovar el DNI.
- Etc.

## Motivos para la creación de la Red 060
Aunque la descentralización política y administrativa es una de las características fundamentales del modelo político y administrativo español no todos los ciudadanos saben delimitar las competencias de los tres niveles de Administración (la estatal, la autonómica y la local) independientes entre sí.  Esta idea es la esencia del Estado descentralizado español, el Estado de las Autonomías, e implica que cada una de las Administraciones es soberana en sus competencias.
Este modelo responde al principio democrático de mayor cercanía al ciudadano con sus consiguientes ventajas, pero también implica considerables problemas de coordinación y cooperación, incluso a veces conflictos, entre Administraciones que en ocasiones hacen el trato con la Administración muy engorroso para el ciudadano.
Un ejemplo claro es la tramitación de un cambio de domicilio: el padrón es una competencia municipal, pero por otra parte es obligatorio mantener los datos del patrón en diferentes órganos de las CCAA y el Estado (Hacienda, Seguridad Social, DGT en caso de poseer carnet de conducir, etc.). La separación de competencias implicaba hasta la fecha que era el ciudadano quien tenía que "patearse" los diferentes órganos de las CCAA y Estado con el certificado de su nuevo domicilio (el volante del Ayuntamiento) para poner al día los datos. Este problema simplemente no existiría con una única Administración centralizada.
En este tipo de problema la Administración electrónica está siendo el motor de una Modernización Administrativa que pretende eliminar estos problemas. Siguiendo con el ejemplo anterior, en este caso es el servicio de notificación electrónica de cambio de domicilio que el ciudadano puede cursar a través de la Red 060 la solución a este problema.
La Red 060 se convierte por tanto en un punto único de acceso que simplifica la relación del ciudadano con la Administración al que no tener que saber qué Administración es la competente en su problema, la Red 060 lo determinará para él.
Se pretende en este sentido la creación de un espacio virtual aglutinador y clasificador de servicios interactivos, personalizados y de valor añadido en las vertientes de información y transacción. El portal 060 será el instrumento del canal Internet del repositorio de datos y servicios 060 (que dará servicio a otros canales como el teléfono, los SMS, oficinas presenciales y TDT).